# Trại Họp bạn Hướng đạo Thế giới lần thứ 19
Trại Họp bạn Hướng đạo Thế giới lần thứ 19tại Chile, quốc gia đầu tiên tại Nam Mỹ tổ chức Trại Họp bạn Hướng đạo Thế giới. Trại Họp bạn diễn ra tại một khu đất rộng 7.400 mẫu Anh dưới chân dãy núi Andes, cách thành phố thủ đô là Santiago khoảng 38 dặm Anh về phía nam. Trại Họp bạn kéo dài 11 ngày, từ 27 tháng 12 năm 1998 đến ngày 6 tháng 1 năm 1999. Có khoảng 30.000 Hướng đạo sinh và huynh trưởng từ gần như tất cả mọi hội Hướng đạo trên thế giới tụ họp về cho một dịp lễ hội hữu nghị và tinh thần Hướng đạo.
Chủ đề của trại họp bạn là "Cùng nhau xây dựng nền hòa bình" hiện rõ khắp nơi. Khi các Hướng đạo sinh của trại họp bạn không bận rộn gặp gỡ làm bạn và trao đổi kỷ vật lưu niệm, họ có thể tham dự nhiệt tình vào một chương trình mà mất đến cả ngày hoạt động cùng đội ngũ.
Các hoạt động này gồm có:
- Làng Phát triển Địa cầu, với những mẫu trưng bày và các lớp hướng dẫn cống hiến về khoa học và kỹ thuật, văn hóa và nghệ thuật, các vấn đề môi trường, và thông hiểu/hòa bình liên văn hóa.
- Một cuộc thi đua đi đường mòn thử thách sức lực và các trò chơi tiêu biểu từ khắp nơi của châu Mỹ.
- Một ngày làm việc cộng đồng tại các làng lân cận.
- Một cuộc đi bộ đường dài suốt đêm qua khu trại rộng 5.700 mẫu Anh có đất gồ ghề và miền quê giống như sa mạc.
- Các buổi viếng thăm vào ban ngày đến các nông trại trong vùng, các nhà máy đóng trái cây, các khu mỏ và kết thúc bằng một buổi ăn thịt nướng ngoài miền quê và hoạt động ca hát dân gian tại Rancagua, thành phố thủ đô của vùng.